# Metcalfes lov
Metcalfes lov siger at værdien af et kommunikationssystem vokser proportionalt med kvadratet på antallet af brugere af systemet (N²), eller mere præcist med raten
N(N−1)
Metcalfes lov er oprindeligt formuleret af Robert Metcalfe om Ethernet, men loven forklarer en række netværks-effekter af teknologier som Internet, World Wide Web og Microsoft Windows.
Det klassiske eksempel på Metcalfes lov er en telefax-maskine: hvis kun én person har en telefax, har den ingen værdi. Hvis to personer har én kan de sende beskeder til hinanden. Hvis en tredje person får en telefax, vil værdien af begge de to første stige, og så fremdeles. Værdien af hver eneste telefax vokser med antallet af telefax-maskiner, for jo flere telefax-maskiner, jo flere kan man udveksle dokumenter med.
Metcalfes lov beskriver en økonomi hvor værdien stiger dramatisk med udbredelse og indsats, i kontrast til traditionelle økonomiske modeller om faldende udbytte. Det følger af Metcalfes lov, at jo flere brugere en teknologi der er underlagt denne type lovmæssighed har, des nemmere vil den kunne tiltrække flere. Jo flere brugere der er af Wikipedia, jo mere interessant er Wikipedia for nye brugere.